# Bronisław Kowalczewski
Bronisław Jan Kowalczewski (ur. 16 maja 1896 w Zgierzu, zm. w październiku 1943 w KL Buchenwald) – podpułkownik dyplomowany piechoty Wojska Polskiego i Polskich Sił Zbrojnych, kawaler Orderu Virtuti Militari.

## Życiorys
Bronisław Jan Kowalczewski urodził się 16 maja 1896 w Zgierzu, w rodzinie Albina, dyrektora gimnazjum w Kielcach, i Jadwigi z Modlińskich. Miał czterech braci: Witolda, Tadeusza, Stanisława i Ignacego oraz siostrę Zofię.
W sierpniu 1915, mając dziewiętnaście lat, wstąpił do Polskiej Organizacji Wojskowej, a w 1916 roku rozpoczął studia na Wydziale Inżynierii Politechniki Warszawskiej. Rok później został przyjęty do Korporacji Studenckiej „Welecja”. W listopadzie 1918, jako komendant POW na powiat węgrowski kierował akcją rozbrajania Niemców.
W listopadzie 1918 został przyjęty do Wojska Polskiego w stopniu podporucznika i przydzielony do 22 pułku piechoty. W szeregach tego oddziału walczył na wojnie z bolszewikami. Dowodził plutonem, a następnie kompanią piechoty. Został odznaczony Krzyżem Srebrnym Orderu Virtuti Militari i trzykrotnie Krzyżem Walecznych.
W 1921 został przeniesiony do 53 pułku piechoty Strzelców Kresowych w Stryju. 3 maja 1922 został zweryfikowany w stopniu porucznika ze starszeństwem z dniem 1 czerwca 1919 i 657. lokatą w korpusie oficerów piechoty. W 1924 został odkomenderowany do Biura Historycznego Sztabu Generalnego w Warszawie na stanowisko kierownika referatu. 1 grudnia 1924 został awansowany do stopnia kapitana ze starszeństwem z dniem 15 sierpnia 1924 i 288. lokatą w korpusie oficerów piechoty. Z dniem 2 listopada 1926 został przydzielony do Wyższej Szkoły Wojennej w Warszawie, w charakterze słuchacza Kursu Normalnego. Z dniem 31 października 1928, po ukończeniu kursu i uzyskaniu dyplomu naukowego oficera Sztabu Generalnego, został przydzielony do Dowództwa Korpusu Ochrony Pogranicza w Warszawie na stanowisko szefa Wydziału Operacyjno-Wyszkoleniowego. W 1930 „z polecenia Wojskowego Biura Historycznego” opracował „Zarys historii wojennej 22-go Pułku Piechoty”. Na przełomie 1930 i 1931 odbył staż liniowy na stanowisku dowódcy kompanii w 23 batalionie granicznym w Oranach. W marcu 1931 został przeniesiony z KOP do Oddziału II Sztabu Generalnego w Warszawie. 17 grudnia 1931 został awansowany do stopnia majora ze starszeństwem z dniem 1 stycznia 1932 i 40. lokatą korpusie oficerów piechoty. W 1932 został przeniesiony do składu osobowego Inspektora Armii, gen. dyw. Edwarda Śmigłego-Rydza w Wilnie na stanowisko oficera sztabu. W latach 1936–1937 odbył staż liniowy na stanowisku dowódcy III batalionu 36 pułku piechoty Legii Akademickiej w Warszawie. W latach 1937–1939 ponownie pełnił służbę w Generalnym Inspektoracie Sil Zbrojnych. Na podpułkownika awansował ze starszeństwem z dniem 19 marca 1938.
W czasie kampanii wrześniowej 1 września 1939 został przydzielony do Naczelnego Dowództwa na stanowisko oficera do zleceń Naczelnego Wodza. Od 3 września organizował i dowodził Podgrupą „Radom” w Grupie „Kielce” płk. dypl. Kazimierza Glabisza. Po ciężkich walkach z Niemcami dowodzona przez niego grupa została okrążona, a on sam po wydaniu rozkazu rozproszenia, przedostał się na Węgry, gdzie został internowany.
W czasie internowania na Węgrzech otrzymał imienny rozkaz przedostania się do Francji, gdzie przejął dowództwo 5 Małopolskiego pułku strzelców pieszych. W czasie kampanii francuskiej, jego pułk osłaniał wycofujące się wojsko francuskie. Po ciężkich walkach wraz z 250 żołnierzami został wzięty do niewoli przez Niemców.
Od początku pobytu w niewoli ppłk Kowalczewski włączył się w ruch oporu i został jednym z jego przywódców. Organizował ucieczki i sam brał w nich udział, lecz bez powodzenia. Był osadzony w Oflagu XII A w miejscowości Hadamar pod Limburgiem. 21 lipca 1941 podjął nieudaną próbę ucieczki przez tunel podziemny, za którą został karnie przeniesiony do specjalnego Oflagu IV C Colditz w Saksonii. W Colditz został przyjęty do tajnej Międzynarodowej Rady Ucieczkowej, a także z ramienia Armii Krajowej pełnił funkcje tajnego komendanta obozu. W sierpniu 1943, po kolejnej próbie ucieczki, został przeniesiony do Oflagu VI B Dössel. Także i w tym obozie został powołany przez AK na tajnego komendanta obozu i koordynował prace nad budową tunelu podziemnego. 19 września 1943 uciekło tym tunelem 47 jeńców, w tym 44 oficerów. Niemieckie władze obozowe wraz z Gestapo ostatecznie złapało 37 uciekinierów, którzy zostali zgładzeni w obozie koncentracyjnym w Buchenwaldzie. Śledztwo Gestapo wykazało także grupę kierowniczą tej ucieczki, tj. ppłk. Bronisława Kowalczewskiego, mjr. Stefana Pronaszko, kpt. Władysława Wasilewskiego, którzy pozostali w obozie aby dalej kierować pracami organizacji podziemnej. Wydani przez władze obozowe Gestapo wbrew międzynarodowemu prawu jenieckiemu, Konwencji Genewskiej, zostali przetransportowani do obozu koncentracyjnego Buchenwald i tam zgładzeni. Pośmiertnie Bronisław Kowalczewski został awansowany na pułkownika.
Bronisław 27 czerwca 1926 zawarł związek małżeński z Jadwigą ze Skulskich. W 1927 urodziła się córka Hanna, a sześć lat później córka Krystyna. 17 maja 1939 Jadwiga Kowalczewska zmarła podczas porodu trzeciego dziecka. Córki pułkownika wojnę spędziły we Francji. Do Polski powróciły w 1949. Wnuczką Bronisława Kowalczewskiego (córką Krystyny) jest Katarzyna Dowbor.

## Ordery i odznaczenia
- Krzyż Srebrny Orderu Wojskowego Virtuti Militari – 28 lutego 1921[9]
- Krzyż Niepodległości – 20 stycznia 1931[10][11]
- Krzyż Walecznych czterokrotnie, po raz 2 i 3 w 1921[12]
- Złoty Krzyż Zasługi z Mieczami
- Srebrny Krzyż Zasługi – 19 marca 1931[13]
- Odznaka Pamiątkowa Generalnego Inspektora Sił Zbrojnych – 12 maja 1936
- Krzyż Kawalerski Orderu Świętego Sawy (Jugosławia, 1929)[14]
- Krzyż Kawalerski Orderu Legii Honorowej (Francja)
- Krzyż Wojenny (Francja)